# Finnischer Orden vom Heiligen Gotteslamm
Der Orden vom Heiligen Gotteslamm (Fin. Pyhän Karitsan ritarikunta) wurde am 20. Juni 1935 von der Synode der orthodoxen Kirche von Finnland als Belohnung für Verdienste um die Kirche gestiftet und kann an Personen jeder Konfession und Nationalität verliehen werden. Großmeister ist der orthodoxe Erzbischof von Finnland. Die Auszeichnung zählt zur Gruppe der Kirchlichen Orden, ist jedoch vom Staat anerkannt und wird mit Genehmigung des finnischen Staatspräsidenten verliehen.

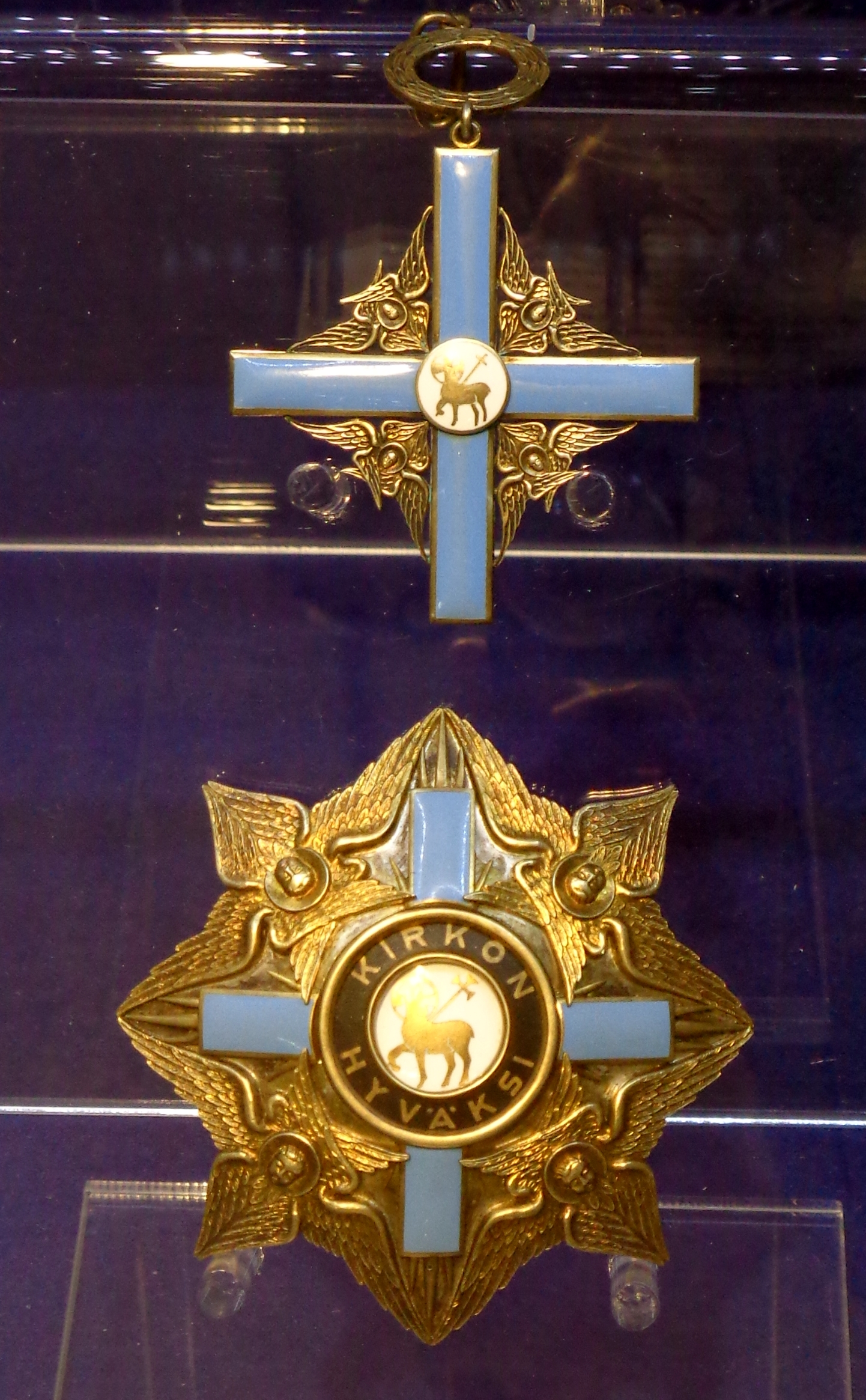
Großkreuz

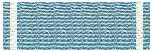
Ordensband

## Ordensklassen
Der Orden besteht aus fünf Klassen sowie einer Verdienstmedaille in zwei Stufen
- Großkreuz
- Komtur mit Stern
- Komtur
- Ritter I. und II. Klasse
- Verdienstmedaille in Gold und Silber

## Ordensdekoration
Das Ordenszeichen ist ein blau emailliertes vergoldetes (Ritter II. Klasse versilbertes) Griechisches Kreuz mit goldenen Seraphsköpfen in seinen Winkeln. Das Mittenmedaillon des Kreuzes zeigt das goldene Bild des Agnus dei vor weißem Hintergrund. Der Revers ist glatt. Der Orden wird an einem hellblauen Band mit zwei beiderseitigen weißen Streifen getragen.
Der silberne Bruststern der zwei höchsten Klassen ist achtstrahlig und trägt das Ordenskreuz. Das Bild des Gotteslammes im Ordenskreuz ist von einem schwarzen Band mit der Inschrift Kirkon hyväksi (Für das Wohl der Kirche) umgeben. Die Seraphsköpfe des Sterns der I. Klasse sind golden, die der II. Klasse silbern.
Die Verdienstmedaille zeigt das Ordenskreuz und wird am Band des Ordens getragen.